# Antúnez (Michoacán)
Antúnez, también conocida como Morelos, es una localidad del estado mexicano de Michoacán de Ocampo, parte del municipio de Parácuaro del que tiene el carácter de tenencia.

## Historia
La zona donde en la actualidad se asienta la población de Antúnez, formada por amplios llanos, integró en el siglo XVII una extensa hacienda propiedad del portugués Gonzalo Antúnez Yáñez de quien debe su nombre. Aunque las tierras cambiaron sucesivamente de dueños durante mucho tiempo fueron consideradas poco menos que inútiles para cualquier tipo de explotación comercial; tras el desarrollo ejidal de las antiguas haciendas de Lombardía y Nueva Italia, repartidas a los campesinos por el gobierno de Lázaro Cárdenas, y la construcción de los sistemas de riego de Cupatitzio-Cajones, se inició el rápido desarrollo de los llamados entonces «Llanos de Antúnez», donde el desarrollo de la agricultura y la emigración desde otras partes del estado y del país llevaron a la fundación el 16 de noviembre de 1956 del ejido Antúnez por el expresidente Lázaro Cárdenas, quien se dedicó personalmente al desarrollo de la población como un nuevo modelo ejidal. La dotación de tierras convirtieron a Antúnez en el tercer ejido más grande de México; el 28 de febrero de 1957 un decreto reconoció oficialmente a la población como parte del municipio de Parácuaro.
El interés de Lázaro Cárdenas en Antúnez fue tan importante que llegó a tener una casa de descanso en la población, y le dio un particular impulso a la misma al contar con facilidades para la obtención de créditos por parte del Banco Nacional de Crédito Rural que permitieron desarrollar la perforación de pozos que en la actualidad suministran las necesidades de riego del mismo.
En 2014 Antúnez adquirió notoriedad por haber ocurrido en la población un presunto choque entre tropas del Ejército Mexicano y civiles armados que conformaban grupos de autodefensa —quienes combaten a los grupos de narcotraficantes conocidos como Los Caballeros Templarios y La Familia Michoacana— mientras procedían a su desarme, saldado con la muerte de dos miembros de las autodefensas de lo que se señaló como culpable al Ejército; todo ello en el contexto de la proliferación de los grupos de autodefensa en los municipios de la Tierra Caliente para combatir a los cárteles del narcótrafico que controlan la zona y ante la falta de capacidad del estado.

## Localización
Antúnez se encuentra localizado en la zona centro sur de Michoacán, en el corazón de la Tierra Caliente y en el sureste del municipio de Parácuaro, en sus límites con el municipio de Múgica, conurbada con El Ceñidor, comunidad de ese municipio y que agrupan en total una población bimunicipal de 12 786 habitantes. Sus coordenadas geográficas son 19°00′56″N 102°12′24″O / 19.01556, -102.20667 y su altitud es de 361 metros sobre el nivel del mar. Su principal vía de comunicación es la Carretera Federal 120 que lo une al oeste con Apatzingán de la Constitución y al este con Nueva Italia de Ruiz, las dos principales poblaciones de la región.

## Demografía
De acuerdo a los resultados del Censo de Población y Vivienda de 2020 realizado por el Instituto Nacional de Estadística y Geografía, la población total de Antúnez es de 10 271 habitantes, de los cuales 5179 son hombres y 5092 son mujeres, lo que lo coloca en el puesto 51 de las localidades más pobladas del estado de Michoacán.